# 諾拉·提辛納
諾拉·瑪莉-提辛納（德語：Nora Marie Tschirner，1981年6月12日—），又名「諾拉·提辛納」，是一位德國女演員、音樂家和前電視、電台主持人，她最知名的電影是《沒有耳朵的兔子》飾演幼稚園的女教師安娜而眾人所知，然而，她也客串在電影《蘇黎世情緣》、《少年鱷魚隊3》、《速成男子漢》及《單車上的少女》各個中角色。

## 生平
諾拉出生於德國東柏林，她的父親喬奇姆·提辛納（Joachim Tschirner）是名紀錄片和導演，母親瓦爾特勞德·提辛納（Waltrand Tschirner）是一位廣播電台記者，她與兩個哥哥在東柏林的潘科夫區一起長大，小學畢業後諾拉就讀於Rosa-Luxemburg-Oberschule學校，並於2000年高中畢業。
在上學期間她積極參加了很多校內的劇團，因此使她不僅有機會參加了在德國馬哥德堡市及圖林根州Mühlhausen市舉行的學生劇團比賽，於1997年得到了第一次在電視中演出的機會，並在德國電視二台的兒童系列劇《過山車》和《假期打工》這一集裡飾演一個角色。另外，諾拉除了會講德語之外，她也會講英語，俄語和西班牙語。

## 電影
- 2007年，《沒有耳朵的兔子》
- 2009年，《沒有耳朵的兔子2兩隻耳朵的小雞（英语：Zweiohrküken）》
- 2010年，《蘇黎世情緣（英语：Bon appétit）》
- 2011年，《少年鱷魚隊3（英语：Vorstadtkrokodile 3）》
- 2011年，《速成男子漢（英语：What a Man）》
- 2013年，《單車上的少女（英语：Girl on a Bicycle）》
- 2017年，《真愛LINE著你（英语：SMS für Dich）》

## 外部連結
- 諾拉·提辛納（页面存档备份，存于）的官網
- 諾拉·提辛納（页面存档备份，存于）在網際網路電影資料庫（IMDb）上的資料（英文）
- 諾拉·提辛納（页面存档备份，存于）的Twitter專頁
- 諾拉·提辛納的Instagram專頁